# L'Horloge (film, 1945)
Pour les articles homonymes, voir L'Horloge.
Pour plus de détails, voir Fiche technique et Distribution.
L'Horloge (The Clock) est un film américain de Vincente Minnelli, sorti en 1945.

## Synopsis
Joe Allen est un soldat qui profite de sa permission pour aller à New York où il rencontre Alice. Ils visitent la ville ensemble, et décident de se marier rapidement avant que Joe ne reparte.

## Fiche technique
- Titre : L'Horloge
- Titre original : The Clock
- Réalisation : Vincente Minnelli
- Scénario : Robert Nathan et Joseph Schrank d'après une histoire de Paul Gallico et Pauline Gallico
- Production : Arthur Freed
- Société de production : Metro-Goldwyn-Mayer
- Images : George J. Folsey
- Musique originale : George Bassman
- Direction artistique : Cedric Gibbons et William Ferrari
- Décors : Edwin B. Willis
- Costumes : Irene
- Montage : George White
- Pays d'origine : États-Unis
- Genre : Comédie romantique
- Format : Noir et blanc - 35 mm - 1,37:1 - Son : mono (Western Electric Sound System)
- Durée : 90 minutes
- Date de sortie :
  - États-Unis : 22 mars 1945 (première), 25 mai 1945 (sortie nationale)

## Distribution
- Judy Garland : Alice Mayberry
- Robert Walker : Caporal Joe Allen
- James Gleason : Al Henry, le laitier
- Keenan Wynn : L'ivrogne
- Marshall Thompson : Bill
- Lucile Gleason : Mme Al Henry
- Ruth Brady : Helen

Actrices non créditées
- Ruby Dandridge : une cliente du laitier
- Gertrude Hoffmann : la vieille peintre
- Robert Homans : un contrôleur du test sanguin
- Moyna MacGill : une femme au déjeuner
- Larry Steers : un passager du bus